# Psychosocial
"Psychosocial" je pjesma američkog heavy metal sastava Slipknot. Objavljena je kao drugi singl s četvrtog studijskog albuma All Hope Is Gone. Sastav ju je prvi put uživo svirao 9. srpnja 2008.